# Tacitus
Publius (též Gaius) Cornelius Tacitus (kolem 55? – 115/124?) byl římský historik, právník a senátor, považovaný za jednoho z největších antických dějepisců.

## Život
O Tacitově životě existují jen sporadická svědectví (proto není známo jeho praenomen) od něj samého nebo jeho současníků, především od Plinia mladšího. Jeho rodina pocházela pravděpodobně z jedné z římských provincií, snad Cisalpínské Galie nebo Galie Narbonské, některé prameny mluví o umbrijské Interamně (dnes Terni). Rodina asi patřila k jezdeckému stavu (nižší šlechtě). Tacitus vystudoval v Římě, kde se roku 78 oženil s dcerou římského vojevůdce Gnaea Iulia Agrikoly. Za císaře Vespasiána zahájil typickou úřední kariéru římského senátora (cursus honorum), poté se v roce 88 stal praetorem a po ukončení praetury spravoval nějakou provincii (pravděpodobně Gallii Belgicu). Roku 97 se stal consulem suffectus, což byl politický vrchol jeho kariéry. Za vlády císaře Traiana spravoval v této funkci provincii Asii (od roku 112) na území dnešního západního Turecka, kde působil do roku 115 nebo 116.
Zastával také kněžskou funkci ve sboru Patnácti mužů pro výkon svátostí.

## Dílo

### Charakteristika díla
Tacitus byl považován za jednoho z nejvýznamnějších řečníků své doby; řečnickému umění se věnoval stylisticky ovlivněn Markem Tulliem Ciceronem, nejvýznamnějším řečníkem zlaté latiny, ve spise Dialogus de oratoribus, které pravděpodobně sepsal v mládí. Svou jazykovou povahou se tento spis liší od ostatních autorových děl. Po konzulátu v roce 97, za císaře Nervy začal s prací na svém největším dějepisném díle, Dějiny, které sahalo snad až do počátku vlády císaře Hadriána. Tacitus napsal své dějepisné dílo z pohledu senátora, který posuzoval dobu římských císařů od Tiberia po Domiciána, nakolik ještě odpovídala ideálům římské republiky. Obě hlavní dějepisná díla jsou sepsána analistickou metodou, v níž jsou události vypisovány po jednotlivých rocích, pokud sahaly do více let, bývají obvykle přerušeny do několika výkladů.
Tacitovy bystré a také jazykově brilantní analýzy vylíčily moderní obraz římské říše v 1. století. Kritizoval dobové poměry jako projevy úpadku a pokoušel se je doložit na základě vědomě vybraných úryvků z dějin. Jemnému prokreslení charakteru tak připadla úloha zprostředkovat čtenáři naprosto přesný obraz. Tacitus si pro své psaní stanovil zásadu bez hněvu a stranění (sine ira et studio) – tedy objektivního podávání zpráv – ale proti tomuto cíli se často provinil, například při charakteristice Tiberia. Přitom se Tacitovo myšlení projevuje ve stereotypních kategoriích.
Tacitus ve svých stěžejních, tedy dějepisných dílech projevil velké dramatické nadání. Dokázal rozepsat psychologická dramata, v nichž líčil motivy jednajících postav. Největší pozornost věnoval ctižádosti a touze po moci, ostatní vášně, třebaže je nepomíjí (milostné touhy, lačnost po bohatství), stojí v pozadí. Vysokou literární úroveň mají také portréty jednajících postav, nejznámějšími příklady jsou portrét císaře Tiberia a filosofa Petronia.
Tacitus patří právem mezi největší antické dějepisce také svým svědomitým přístupem k pramenům. Ačkoli všechny nejsou dnes známy, ví se, že jich bylo poměrně značné množství. Tacitus měl přístup k zápisům z jednání senátu a rozhodnutím císařského dvora, též úředním zprávám o událostech na císařském dvoře a v městě Římě. Pracoval také s Válkami v Germánii (Bella Germaniae) Plinia Staršího (dnes ztracenými), s pamětmi účastníka bojů o trůn v letech 69–70 Vipstana Messally, se zápisky Cluvia Rufa, který byl konzulem za vlády Nerona a popisoval soudobé události, s pamětmi a dopisy jiných veřejně činných osob a množstvím dalších neznámých pramenů, které záměrně kombinoval.

### Hlavní díla
- Rozprava o řečnících (Dialogus de oratoribus), Dílo je fiktivní rozhovor o filosofii a řečnictví. Na počátku se mezi dvěma účastníky hovoru rozvine spor, zda dávat přednost řečnictví nebo dramatickému básnictví, jejichž přednosti obhajují. S příchodem dalšího hosta se otázka zaměří na důvody úpadku řečnictví v Tacitově době. Příchozí ji vidí v horší výchově budoucího řečníka, učitelé již nepředávají žákům všeobecné vzdělání. Po něm promluví ústy dalšího hosta sám Tacitus, podle nějž se řečnictví dařilo dobře v dobách sporů na konci republiky, nastolením císařské vlády však ve společnosti nastal klid a řád, v němž již řečnictví nemůže mít své bývalé místo. U tohoto díla existují pochybnosti o Tacitově autorství, někteří odborníci se domnívají, že autorem tohoto díla je Quintilius. Česky toto dílo vyšlo pod názvem Rozprava o řečnících v roce 1976.
- O životě a mravech Julia Agrikoly (De vita et moribus Iulii Agricolae), Spis je věnován osobě Tacitova tchána, který za císaře Domiciána působil ve státních úřadech a zasloužil se o podmanění Británie. Nejprve krátce shrnuje politickou kariéru Julia Agrikoly, v hlavní části pak líčí jeho vojenské operace při podmaňování Británie s několika zeměpisnými a národopisnými odbočkami. Spis dal Tacitovi příležitost ukázat, jak může čestný a přímý muž žít bez ztráty cti pod vládou špatného a zkaženého vládce (Domiciána). Oceňuje, že se Agrikola nesnížil ani k bezhlavému odporu ani k patolízalství, a oceňuje i jeho klidné přijetí své smrti (není jasné, zda ji nařídil Domicián). Tacitus zde ukazuje, jak je možné působit v prospěch státu bez ohledu na to, jaký právě panuje vládce.
- O původu, poloze, mravech a národech Germánů (De origine, situ, moribus ac populis Germanorum) Jde o dílo etnografické, popisující společnost barbarských Germánů. Pramenem Tacitovi byly hlavně údaje Plinia staršího, který sloužil ve vojsku na severních hranicích. Tacitus měl i jiné písemné prameny, nic ve spisu však nepochází z přímé zkušenosti autora. Nejprve se obecně pojednává o původu a současných zvycích Germánů, pak jsou vypočítávány jednotlivé germánské kmeny. Vylíčení života barbarů posloužilo Tacitovi k nepřímé kritice římské společnosti. Spisovatel však měl zájem o Germány i z toho důvodu, že viděl v severním pomezí říše nejvhodnější oblast pro její územní rozšíření. To podporovala i Trajánova zahraniční politika, vedoucí k zájmu Římanů o severní barbarské sousedy.
- Dějiny (Historiae), V tomto spisu, který se nedochoval v úplnosti, podal Tacitus přehled římských dějin mezi roky 69 a 70, tedy od počátku vlády Galbovy do počátku vlády Vespasiána a války se Židy (dílo pravděpodobně původně sahalo po smrt Domiciána v r. 96. Dějiny začínají bouřlivým rokem 69, v němž se u moci vystřídali v rychlém sledu čtyři císaři, Galba, Otho, Vitellius a Vespasián, na němž Tacitus ukazuje nemožnost lpění na mravech zaniklé republiky. Jedinovláda je podle něj jedinou možnou cestou udržení míru, císař však nesmí být ani tyran ani neschopný. V Dějinách vylíčil Tacitus povahy jednajících lidí černými barvami, v popisu událostí je mnoho násilí, zneužívání moci a nespravedlnosti.
- Letopisy (Annales), Po sepsání Dějin se Tacitus vrátil v čase zpět a v Letopisech (někdy se uvádí název Od smrti božského Augusta (Ab excessu divi Augusti) vylíčil římské dějiny od smrti Augustovy (14) do smrti Neronovy (68). Je možné, že jimi navázal na Liviovo Od založení Města. Podobně jako Dějiny se Letopisy nedochovaly v úplnosti. Ztracen je popis vlády Caligulovy, počátku vlády Claudia a konce vlády Neronovy.

Podobně jako v Dějinách i v Letopisech Tacitus rozvíjí svůj pesimistický náhled na situaci římského státu, v němž politická svoboda zanikla a senátorská šlechta propadá mravní zkaženosti a již jen otrocky pochlebuje císaři. Optimisticky nahlíží Tacitus jen na správce provincií, kteří podle něj ještě (většinou vojenskými činy) pracovali pro blaho státu.